# Hemoragie

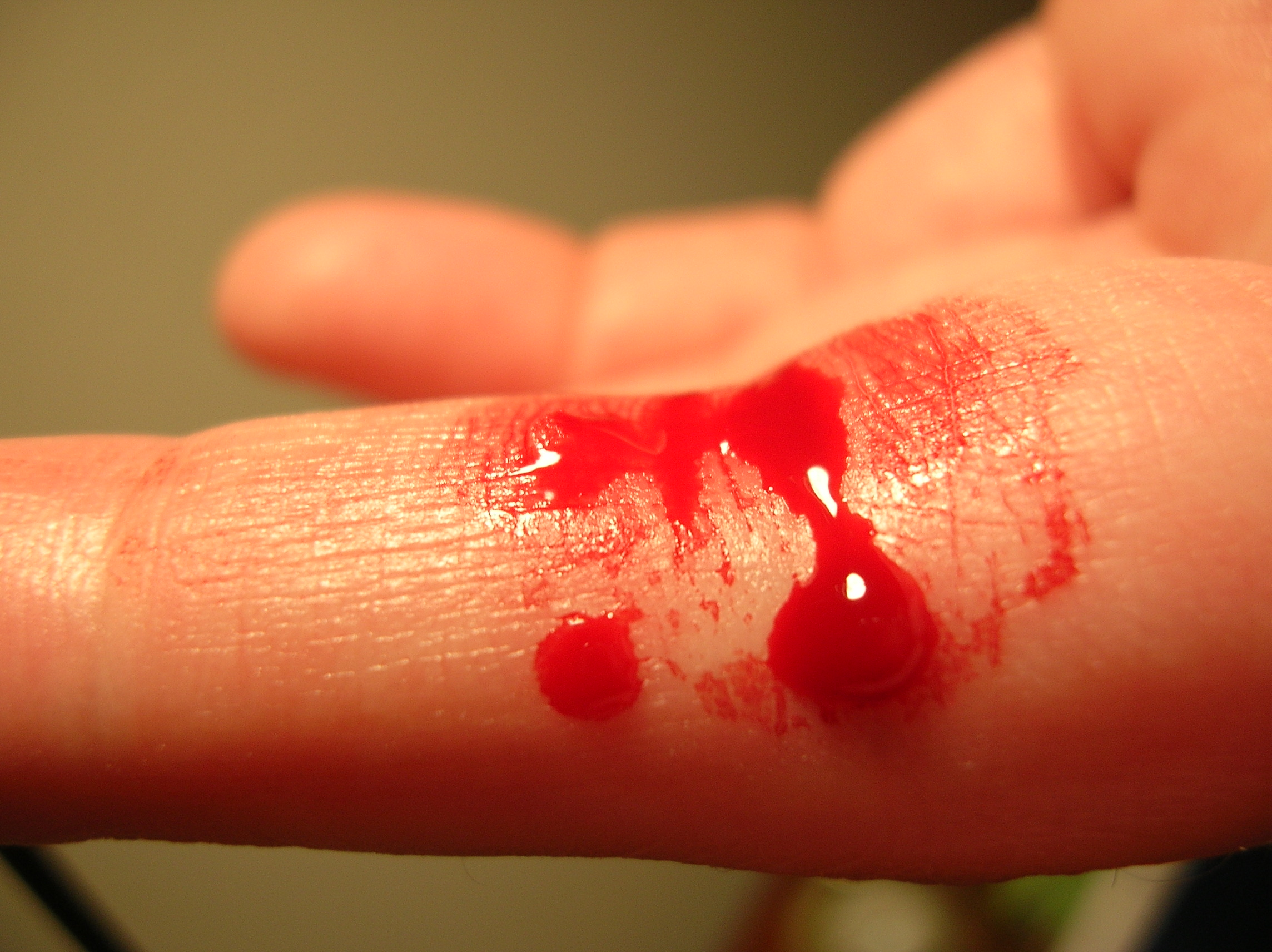
Hemoragie la un deget

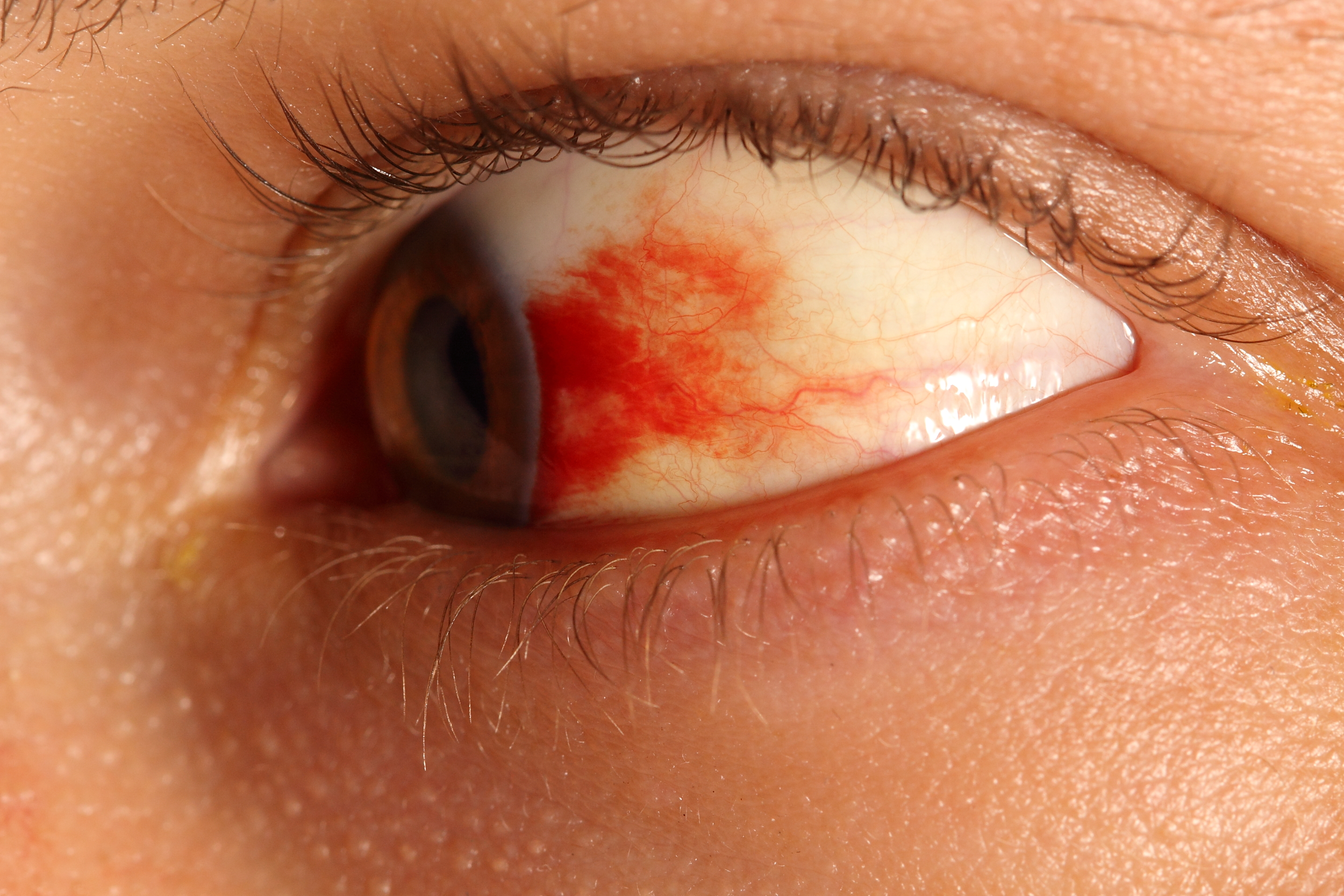
Hemoragie subconjunctivală la 48 de ore după sângerare

Hemoragia sau hemoreea este scurgerea abundentă de sânge, internă sau externă, în urma ruperii sau tăierii peretelui unui vas sangvin. Hemoragia este cauzată de lezarea integrității vasului, provocată de o traumă, liza purulentă a peretelui vascular, dereglarea chimismului sanguin.

## Tipuri
Putem deosebi mai multe feluri de hemoragii:
Hemoragiile externe — în care sângele se scurge în afara organismului datorită secționării unor vase de sânge. În funcție de vasele care au fost secționate, putem deosebi:
- hemoragii arteriale, în care sângele, de o culoare roșu-aprins, țâșnește într-un jet sacadat, în același ritm cu pulsațiile inimii;
- hemoragii venoase, în care sângele, având o culoare roșu închis, curge lin din vasul sangvin care poate fi adus la infecții mortale;
- hemoragii capilare, în care curgerea sângelui se observă pe toată suprafața rănii, având o intensitate redusă.

Hemoragiile interne — în care sângele care curge rămâne în interiorul organismului (ex.: în cavitatea abdominală etc.). O categorie deosebită o pot forma hemoragiile interne exteriorizate, în care sângele ajunge în afara corpului după ce a trecut printr-o cavitate naturală care face comunicarea organismului cu exteriorul. În cadrul hemoragiilor exteriorizate putem cuprinde: epistaxisul (curgerea sângelui din nas), otoragia (curgerea sângelui din urechi), hematemeza (vărsăturile cu sânge), hemoptizia (tusea urmată de eliminări de sânge din plămâni), hematuria (eliminarea de sânge prin urină), melena (eliminarea de sânge prin scaun, situație în care fecalele capătă o culoare neagră, lucioase) și enterohemoragia (hemoragia intestinală).
În funcție de cantitatea de sânge pierdută, putem distinge:
- hemoragii mari, mortale, când se pierde mai mult de jumătate din cantitatea totală de sânge;
- hemoragii mijlocii, când se pierde 1/3 din cantitatea totală de sânge;
- hemoragii mici, când se pierde o cantitate de 500-600 ml de sânge.

Hemoragiile externe și cele exteriorizate sunt ușor de recunoscut. Hemoragiile interne sunt însoțite de o serie de semne prin care se pot bănui și diagnostica. Aceste semne sunt: amețeala, creșterea numărului de bătăi ale inimii pe minut, creșterea numărului de respirații pe minut. Pulsul bolnavului este slab, iar tensiunea sa arterială scade mult sub cifra normală. Bolnavul este neliniștit, palid, vorbește repede, are transpirații reci și este chinuit de o sete deosebit de mare.

## Epistaxisul
Epistaxisul sau rinoragia este un accident obișnuit, mai ales la copii și poate fi tratat foarte simplu. Apare de obicei ca rezultat al unor mici traumatisme cauzate de scobirea în nas sau suflarea nasului. Poate apărea și în urma unei infecții a mucoasei care determină uscare și apariția de cruste.
Epistaxisul este rareori serios, dar ocazional poate fi amenințător de viață, în special la persoanele în vârstă. Apare mai frecvent la persoanele care iau aspirină, anticoagulante (medicamente care împiedică coagularea sângelui in vase) sau la pacienții cu boli hematologice.
Dacă epistaxisul apare frecvent (mai des de o dată pe săptămână) poate fi un indiciu al unei alte probleme de sănătate, cum ar fi hipertensiunea arterială. Se recomandă consultarea medicului de familie pentru măsurarea tensiunii arteriale și prescrierea unui tratament potrivit. De asemenea, medicul poate preciza dacă medicamentele pe care le ia pacientul pot determina apariția epistaxisului.
Dacă se suspectează o problemă mai serioasă, se recomandă consultarea unui medic ORL pentru efectuarea unor teste suplimentare.

## Hematemeza și melena
Hemoragiile digestive reprezintă o extravazare a sângelui la nivelul tubului digestiv, de la nivelul esofagului până la anus constituind o urgență medico-chirurgicală.
Hemoragia digestivă superioară reprezintă hemoragia în segmentul digestiv situată deasupra unghiului Treitz. În hemoragia digestivă superioară extravazarea sângelui se face prin hematemeză sau melenă.
Hematemeza reprezintă vărsătura cu sânge ce caracterizează hemoragia digestivă superioară. Culoarea sângelui eliminat prin vărsătură depinde de durata contactului acestuia cu sângele. Astfel, dacă vărsătura survine la scurt timp după debutul sângerării, hematemeza pare roșie, iar ulterior aspectul va fii roșu închis, maronie sau neagră. Cheagurile de sânge precipitate și sângele degradat de acid din vărsătură vor produce un aspect caracteristic în "zaț de cafea" când sunt eliminate prin vărsătură.
Hemoragia gastrointestinală chiar dacă este depistată prin teste pozitive ce indică hemoragii oculte, aceasta poate indica o afecțiune potențial gravă ce trebuie investigată suplimentar.
O melenă se traduce printr-o hemoragie digestivă de obicei înaltă, adică provenind din esofag, din stomac sau duoden, mai rar de la nivelul intestinului subțire sau colon. 
Cauzele cele mai frecvente ale unei melene sunt ruptura varicelor esofagiene, provocate de hipertensiunea portală în cazurile de ciroză, și leziunile favorizate de luarea de medicamente toxice pentru tubul digestiv (aspirină, antiinflamatoare), ca un ulcer gastroduodenal și gastrită hemoragica. O melenă se manifestă prin scaune negre, unsuroase, cu un miros caracteristic, dezgustător. 
O melenă impune o spitalizare de urgență. Fibroscopia esogastrică permite de cele mai multe ori să se determine cauza sângerării și să se stabilească în consecință tratamentul necesar. Acesta constă, în general, în administrarea de medicamente antiulceroase și în sclerozarea varicelor esofagiene sau a ulcerelor hemoragice descoperite. În caz de hemoragie necontrolată sau recidivantă, tratamentul este chirurgical (tratamentul hipertensiunii portale, gastrectomia parțială).

## Hemoptizia
Hemoptizia se definește ca fiind expectorația cu sânge și este un semn nespecific asociat cu numeroase afecțiuni pulmonare care poate sa cuprindă infecția (ex.: bronșita acută, abcesul pulmonar, tuberculoza, aspergiloza, pneumonia, bronșiectazia).
De asemenea, se asociază cu neoplasme, afecțiuni cardiovasculare (stenoza mitrală, embolia pulmonară, malformații vasculare pulmonare), trauma unor boli autoimune (cum ar fi granulomatoza Wegener, sindromul Goodpasture, lupus eritematos sistemic) precum și unele medicamente și toxine (de exemplu cocaine, anticoagulante, agenții trombolitici, penicilinaminele, solvenții). Deseori, etiologia specifică a hemoptiziei nu este determinată.

## Hematuria

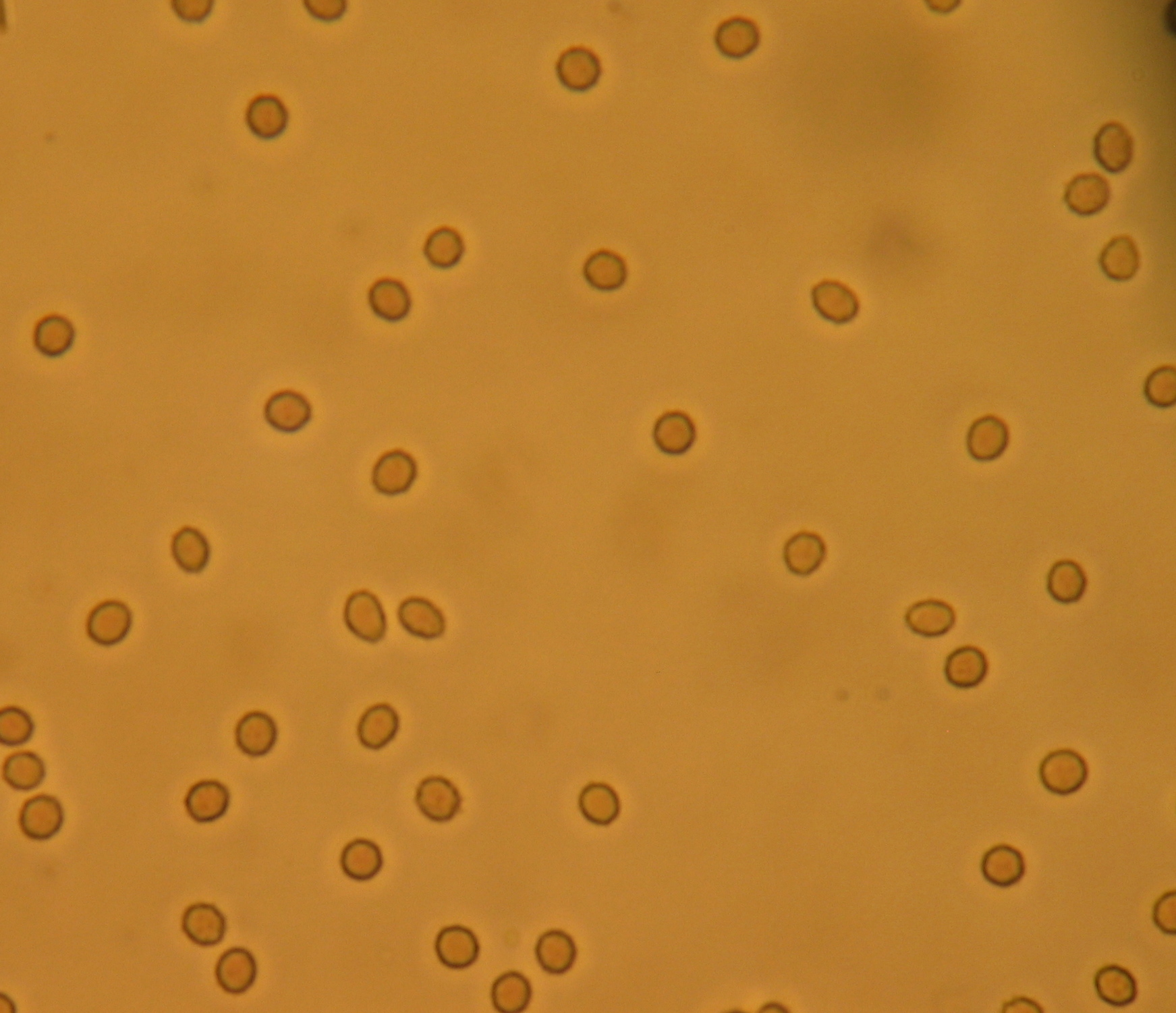
Hematurie microscopică

Hematuria se definește ca fiind eliminarea urinei ce conține sânge provenit din aparatul urinar situat deasupra uretrei anterioare. În practica medicală întâlnim hematurie microscopică în care hematiile variaza între 1.000 ml/min și 1.000.000 ml/min și hematurie macroscopică în care numărul de hematii sunt peste 1.000.000 ml/min.
Hematuria macroscopică determină apariția urinei de culoare roșie sau brună, însă sunt numeroase substanțe care pot modifica aspectul urinei, aceasta având un aspect asemănător cu hematuria (rezultat fals pozitiv): 
- concentrație urinară crescută de urocromi, apare în urina cu densitate crescută;
- urații, în acest caz culoarea urinei se normalizează prin încălzire;
- creșterea excreției de bilirubină directă care apare predominant în icterele mecanice;
- eliminarea urinară crescută de urobilină, apare în suferintele hepatocelulare;
- consumul de medicamente: rimfampicină, furazolidon, hidroxiclorochină, nitrofurantoin, aminofenazonă, urovalidin;
- consumul unor alimente cum ar fi sfecla roșie și coloranții alimentari;
- hemoglobinuria, urmarea hemolizelor de cauze diverse constă în prezența urinei de culoare roșu închis și apare în hemoglobinuria paroxistică, transfuzii de sânge incompatibil, hemoliza de etiologie diversă;
- mioglobinuria, apare ca urmare a leziunilor musculare provocate de traumatisme, zdrobiri musculare, contuzii, arsuri și în sindromul de strivire;
- porfirinuria reprezintă eliminarea de urină roșie ca urmare a prezenței hematoporfirinei ce rezultă din descompunerea hematinei, aceasta apare în porfiria cutanată tardivă.

Hematuria macroscopică poate fi apreciată etiologic după aspectul culorii urinei, astfel că urina de culoare roz-roșie sugerează hematurie extraglomerulară, culoare roșie murdară apare în hematuria de origine glomerulară. Aspectul de "zeamă de carne" apare datorită timpului prelungit de traversare a nefronului de către hematii și datorită pH-ului urinar acid care duce la formarea de methemoglobină care dă aspectul particular al urinei.
Hematuria microscopică este considerată patologică la valori cuprinse intre 2.000–3.000 eritrocite/min la proba Addis. Până la aproximativ 1.000.000 de hematii/min urina este limpede, diagnosticul putând fi pus numai prin analize de laborator.

## Vezi și
- Aparatul cardiovascular
- Hematologie
- Hemofilie
- Hemostază
- Leziune
- Plagă
- Presiune sanguină
- Primul ajutor
- Rectoragie
- Sânge
- Transfuzie de sânge
- Tulburări ale sistemului circulator